# Лапы (фильм)
«Лапы» (англ. Paws) — независимый австралийский семейный комедийный фильм 1997 года, выпущенный 25 сентября 1997 года в Австралии и снятый в Сиднее, Новый Южный Уэльс.
В фильме снимается 15-летний гитарист Натан Кавалери, у которого происходят приключения с PC — говорящим джек-рассел-терьером (озвучивает комик Билли Коннолли). Собака хорошо разбирается в компьютерах — навыки, полученные от своего бывшего хозяина, позволили ему создать компьютерную программу, которая переводит его слова на английский язык, а Зак впоследствии разработал портативную версию, которую можно «спрятать» в галстуке-бабочке и пара должна предотвратить попадание ценного диска в чужие руки.

## Сюжет
Алекс, программист из очень далёкого, холодного места, получает визит от злоумышленницы по имени Аня, но до того, как она врывается, пишет важное сообщение коллеге по имени Сьюзи во время собачьих бегов, переносит его на дискету и отдаёт своему псу PC, предупредив того, что он должен передать его только Сьюзи и никому не доверять. Программист прячет PC как раз перед тем, как Аня врывается со своим злобным псом Сибелиусом и угрожает ему (она делает это за деньги). Алекс говорит ей, что деньги в пенсионном фонде, после чего Аня его убивает, но позже обнаруживает, что деньги пропали, и видит инициалы SA в имени файла, которое обнаруживает в адресной книге, в результате чего начинает шпионить за Сьюзи.
PC добирается до района Сьюзи, но его сбивает машина, и его забирает семья 14-летнего Зака (главный рассказчик фильма вместе с ним), который недавно переехал в Сидней из Мельбурна со своей матерью Эми, отчимом Стивеном и младшей сестрой Бинки, их единственной дочерью. Юный хакер думает, что диск принадлежит ему, и оставляет его себе. Затем Зак знакомится со своей новой соседкой Сьюзи, которая выросла в Сиднее, и её единственной дочерью Самантой, которая переехала из Лондона и живёт по соседству. Они узнают сначала PC, затем о смерти Алекса, который был другом единственной дочери Сьюзи, и пёс остаётся с семьёй Зака. PC использует его компьютер, чтобы создать программу перевода, которая может переводить любой язык или звук на простой английский, даже его лай. Он демонстрирует это Заку, который даёт ему новый голос с шотландским акцентом и устанавливает программное обеспечение на карманный компьютер с микрофоном в галстуке-бабочке, чтобы пёс мог говорить вдали от рабочего стола.
Отношения Зака с PC натянуты, и после череды инцидентов, часто с участием Ани и Сибелиуса, пёс решает рассказать ему правду. PC был родом из Исландии, где Алекс писал компьютерные программы, и он был женат на Ане, которая была его помощницей, но она никогда его не любила, зато украла программы Алекса и заработала на них не менее миллиона долларов. Друг Саманты, программист, был убит горем, когда нашёл деньги, которые снял, и уехал в Австралию с PC, чтобы сбежать от своей бывшей жены, но Аня каким-то образом его нашла.
Зак находит дискету, на которой есть подсказка о том, где найти информацию о месте, в котором спрятаны деньги. Он идёт с PC и Самантой в квартиру Алекса, где разгадывает кроссворд на компьютере, чтобы увидеть видео, в котором бывший муж Ани говорит: «Примечание для подражания», за которым следует изображение объекта, похожего на горошину. После пения Do-Re-Mi они понимают, что пароль — LAP, затем они видят ещё одно видео, в котором Алекс на этот раз говорит: «Молодец. Остальное у вас под носом. Бонн Шанс». Приходит Аня и угрожает им кинжалом, поэтому Зак и удаляет файл, чтобы остановить её, но она похищает PC.
Вернувшись домой, Стивен, второй муж Эми и папа Бинки, которого Зак ранее видел (он брал ссуду у Ани на его глазах), соглашается помочь им, и они отправляются на собачьи бега, где работали Алекс и Сьюзи. PC обманом заставляет Сибелиуса выпустить его из клетки, но когда единственный сын Эми приходит ему на помощь, он выпускает собаку Ани, которая гонится за ними. Саманта, другом которой, по её искренним словам, был убитый Алекс (она искренне сказала об этом Заку при псе, глядя на первого, улыбаясь ему и сидя на диване, когда в обмен на своё согласие молчать о последнем поставила единственному сыну Эми условие: взять её с собой), расшифровывает подсказку, но принимает «LAP in» за французское слово, обозначающее кролика (фр. lapin), и говорит об этом PC, который затем катапультируется в комментаторскую будку, где объявляет, что деньги в кролике. Аня понимает это так, что речь идёт о механическом кролике на трассе, и начинает рвать его на части, но застревает и тащится по трассе, не найдя денег. Бинки находит голливудскую булавку Саманты, которую ей дал её друг-программист Алекс, и спрашивает ту: «Что такое Голливуд?». Единственная, замечательная, светловолосая дочь Сьюзи с короткой стрижкой, красивой улыбкой и хорошей фигурой, которая любит театр и мечтает стать актрисой, объясняет единственной дочери Стивена и Эми, что это место в Лос-Анджелесе. Затем они понимают, что подсказка означает булавку Лос-Анджелеса, и находят внутри неё украшения.
Фильм заканчивается тем, что пёс PC целуется с собакой Саманты, Корделией.

## В ролях
- Билли Коннолли в роли пса PC
- Натан Кавалери[англ.] в роли Зака, сына Эми
- Эмили Франсуа[англ.] в роли Саманты, единственной дочери Сьюзи
- Фрейя Мир в роли Бинки, сестры Зака, единственной дочери Стивена и Эми
- Рэйчел Блейк в роли Эми, супруги Стивена, матери Зака и Бинки
- Ник Уайт в роли улыбчивого папы Зака, первого мужа Эми
- Джо Петруцци в роли Стивена, отчима Зака, второго мужа Эми и папы Бинки
- Кэролайн Джиллмер[англ.] в роли Сьюзи, матери Саманты
- Норман Кей[англ.] в роли Алекса, друга Саманты, единственной дочери Сьюзи
- Сэнди Гор[англ.] в роли Ани
- Кевин Голсби в роли комментатора
- Ребел Пенфолд-Рассел[англ.] в роли Карлы
- Алисса-Джейн Кук[англ.] в роли Триши
- Дэниел Келли в роли Пака
- Мэтью Крок[англ.] в роли Боттом (Дна)
- Газель Бирнс в роли Агнес
- Ричард Картер[англ.] в роли владельца кафе
- Бен Коннолли в роли Билли
- Чарльз Конвей в роли священника
- Джулия Годфри в роли сестры Дейдры
- Дэнни Гордон в роли собачьего парикмахера
- Хит Леджер в роли Оберона
- Дэвид Неттхейм[англ.] в роли раввина
- Гулливер Пейдж в роли оператора вентилятора

## Релиз
Фильм был выпущен в кинотеатрах 25 сентября 1997 года в Австралии и 15 февраля 1998 года в Соединённом Королевстве, где он получил, в неотцензурированном виде, рейтинг PG, но позже в том же году на видеокассете VHS в Великобритании фильму был присвоен рейтинг U с девятью секундами сокращений, а также удалением слов «бомж» и «дерьмовый», чтобы «смягчить язык», однако затем неотцензурированная версия была выпущена для цифрового распространения в Великобритании, поскольку законодательство, регулирующее сертификаты BBFC для физических форматов домашнего видео, не распространяется на онлайн-видеосервисы.